# Konsulat Generalny RP we Frankfurcie nad Menem
Konsulat Generalny RP we Frankfurcie nad Menem (niem. Polnisches Generalkonsulat in Frankfurt/Main) – polska placówka konsularna działająca w okresie międzywojennym (1928–1939) i po II wojnie światowej w ramach Polskiej Misji Wojskowej w Niemczech (1948).

## Kierownicy konsulatu
- 1929–1930 – Sylwester Gruszka, kons. gen.
- 1930–1932 – Tadeusz Dalbor, kons. gen.
- 1932–1934 – Szczęsny Zaleski, kons. gen.
- 1934–1939 – Stanisław Nałęcz-Korzeniowski, kier. kons./kons.
- 1939 – Maksymilian Gajdziński, kons.[1]

- 1948 – płk. Mieczysław Zembrzuski, kons.[2]

## Siedziba
W latach 1929–1939 konsulat mieścił się przy Schaumainkai 43.